# NGC 792
NGC 792 je galaksija u zviježđu Ovan.

## Vanjske poveznice
- SEDS: NGC 792